# Гарді (округ, Флорида)
Шаблон:StateAbbr_ 27°29′ пн. ш. 81°49′ зх. д. / 27.49° пн. ш. 81.81° зх. д.
Округ Гарді (англ. Hardee County) — округ (графство) у штаті Флорида, США. Ідентифікатор округу 12049.

## Історія
Округ утворений 1921 року.

## Демографія
За даними перепису 2000 року загальне населення округу становило 26938 осіб, зокрема міського населення було 14638, а сільського — 12300. Серед мешканців округу чоловіків було 14645, а жінок — 12293. В окрузі було 8166 домогосподарств, 6253 родин, які мешкали в 9820 будинках. Середній розмір родини становив 3,4.
Віковий розподіл населення поданий у таблиці:
| Стать    | До 15 років | 15-21 | 22-29 | 30-39 | 40-49 | 50-65 | 65-85 | Понад 85 |
| -------- | ----------- | ----- | ----- | ----- | ----- | ----- | ----- | -------- |
| Чоловіки | 3185        | 1713  | 2045  | 2266  | 1815  | 1863  | 1647  | 111      |
| Жінки    | 2962        | 1298  | 1271  | 1542  | 1439  | 1789  | 1778  | 214      |

## Суміжні округи
- Полк — північ
- Гайлендс — схід
- Де-Сото — південь
- Манаті — захід
- Гіллсборо — північний захід